# Masaki Inoue
Masaki Inoue (井上 昌己, Inoue Masaki), né le 25 juillet 1979 est un coureur cycliste japonais. Lors des Jeux olympiques de 2004 à Athènes, il a obtenu la médaille d'argent de la vitesse par équipes avec Tomohiro Nagatsuka et Toshiaki Fushimi.

## Palmarès

### Jeux olympiques
- Athènes 2004
  -  Médaillé d'argent de la vitesse par équipes

### Championnats d'Asie
- 2003
  -  Médaillé d'or de la vitesse individuelle
  -  Médaillé d'or de la vitesse par équipes
- Yokkaichi 2004
  -  Médaillé d'or de la vitesse individuelle
  -  Médaillé d'or de la vitesse par équipes